# قصور وريدي مزمن
القصور الوريدي المزمن، هي حالة طبية تُعرف بتجمع الدم في الأوردة، مما يؤدي إلى زيادة الضغط والإجهاد على جدران الأوردة. ويُعد السبب الأكثر شيوعًا لهذه الحالة هو الارتجاع الوريدي السطحي، والذي غالبًا ما يؤدي إلى تكوّن الدوالي، وهي حالة قابلة للعلاج. وبما أن الصمامات الوريدية السليمة ضرورية لعودة الدم بكفاءة من الأطراف السفلية، فإن القصور الوريدي المزمن يؤثر بشكل رئيسي على الساقين.
وعندما تؤدي الوظيفة الوريدية المتضررة إلى أعراض واضحة مثل الوذمة (التورم) أو تكوّن القرح الوريدية، تُعرف الحالة حينها باسم المرض الوريدي المزمن. ويُطلق عليها أيضًا القصور الوريدي الطرفي المزمن، ويجب عدم الخلط بينها وبين متلازمة ما بعد الجلطة، وهي حالة مختلفة ناتجة عن تلف الأوردة العميقة بعد الإصابة بتجلط الأوردة العميقة.
يمكن التعامل مع معظم حالات القصور الوريدي المزمن أو تحسينها من خلال علاجات تستهدف الجهاز الوريدي السطحي أو دعامات توضع في الجهاز الوريدي العميق. فعلى سبيل المثال، يتم علاج الدوالي في كثير من الحالات باستخدام العلاج بالليزر داخل الوريد، وهي تقنية طفيفة التوغل تُجرى تحت التخدير الموضعي.

تُعد هذه الحالة أكثر شيوعًا لدى النساء مقارنة بالرجال، ومن أبرز عوامل الخطر الأخرى: العوامل الوراثية، التدخين، السمنة، الحمل، والوقوف لفترات طويلة.

صمامات وريدية

## الأسباب
- الجلطات: كالخثار الوريدي العميق، إذ يعاني 30% من المصابين بالخثار العميق من القصور الوريدي المزمن خلال 10 سنوات بعد التشخيص.[3]
- الدوالي الوريدية: الناتجة عن فشل أو تلف الصمامات الوريدية في الساق.[9]
- تشوهات في الأوعية الدموية
- أورام الحوض
- ضعف عضلات الساق التي تعصر الأوردة لتدفع بالدم في اتجاه القلب[10]
- أسباب غير معروفة[3]

## عوامل الخطر
- الخثار الوريدي العميق
- الدوالي الوريدية أو تاريخ مرضي عائلي للدوالي الوريدية
- السمنة
- الحمل
- نمط حياة يتسم بقلة الحركة
- التدخين
- الوقوف أو الجلوس لفترات طويلة
- الإناث (أكثر من الذكور)
- العمر: أكثر من 50 عاماً[3]

## معدلات الانتشار

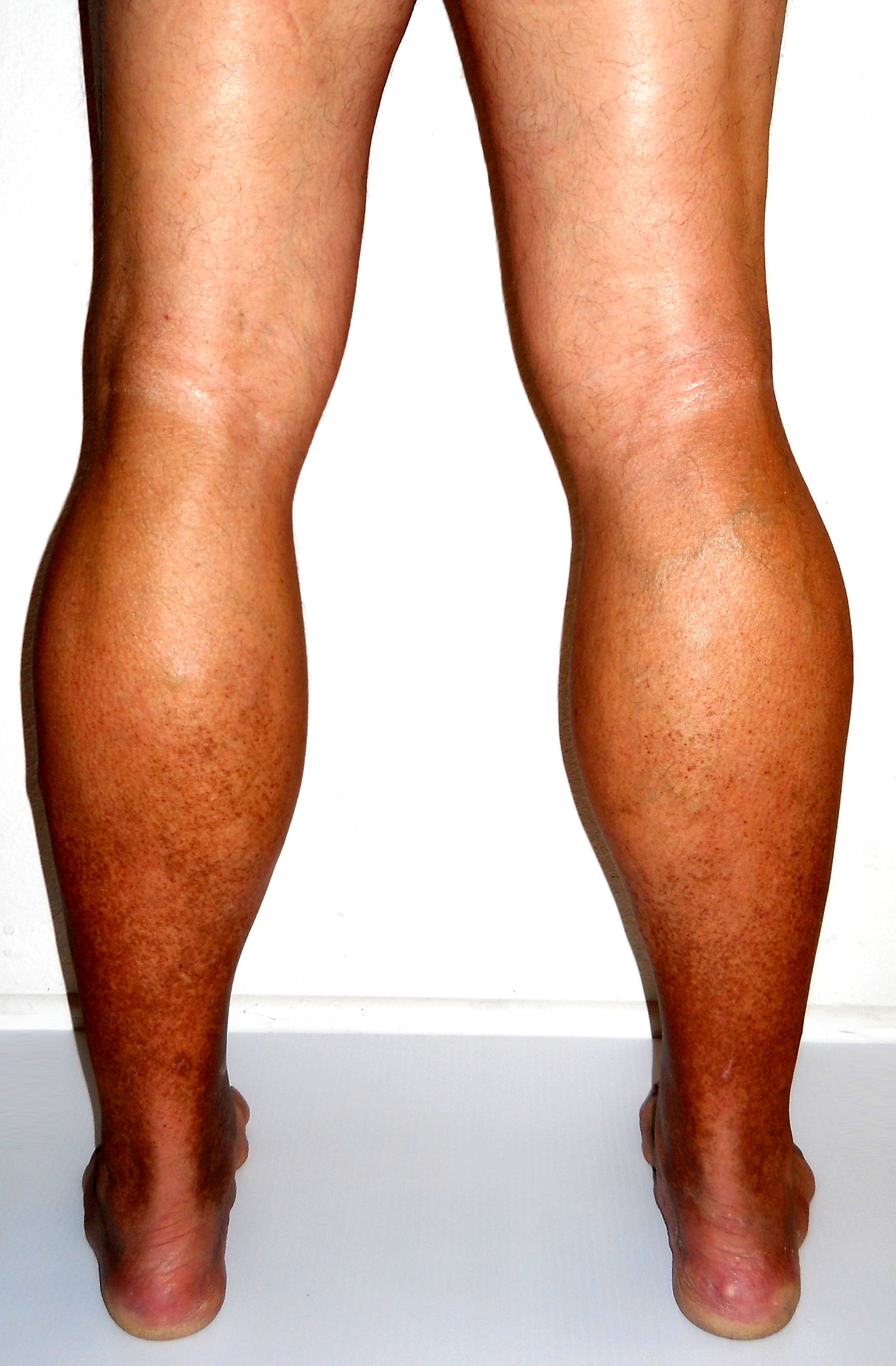
قصور وريدي مزمن بسيط مع تصبغ للجلد

تصيب الإناث أكثر من الذكور، وتزداد فيمن هم أكثر من 50 عاماً، ويعاني حوالي 40% من السكان في الولايات المتحدة الأمريكية من القصور الوريدي المزمن، وترتفع نسب الإصابة في الدول الغربية المتقدمة أكثر من الدول النامية؛ ربما بسبب نمط الحياة الشائع.
ترتفع نسب الإصابة مع التقدم في العمر، وتبلغ ذروتها في الإناث في سن 40-49، وفي الذكور 70-79.

## الأعراض
- تزداد خطورتها مع تقدم المرض، وهي كالآتي:
- تورم الساق والكاحل، خاصة بعد الوقوف لفترات طويلة.
- ألم في الساق
- ظهور دوالي وريدية جديدة
- تغير لون وشكل الجلد
- وخز أو تنميل في الساق والقدم[3]

## المضاعفات
- إصابة أوردة أخرى سليمة؛ بسبب ارتفاع الضغط في الأوردة المصابة
- قد يؤدي القصور إلى الخثار الوريدي العميق
- جلطة الشريان الرئوي بسبب تكون جلطة في أوردة القدم ناتجة عن ركود الدم، ثم انفصالها لتنتقل وتستقر في الشرايين الرئوية
- قرح وريدية
- وذمة لمفية ثانوية
- التهاب الجلد الركودي: يعرف أيضاً بإكزيما الدوالي الوريدية
- تصلب جلدي شحمي
- ضمور أبيض في الجلد: ناتج عن التصلب الجلدي الشحمي؛ بسبب نقص الإمداد الدموي للجلد
- ورم خبيث: يحدث للقرح الوريدية، وهو نادر لكنه خطير جداً.[12]

بالإضافة إلى الألم المزمن والقلق والاكتئاب والتهاب النسيج الخلوي.

## التشخيص

### موجات دوبلر فوق الصوتية
لتصوير الأوعية الدموية ودراسة سرعة واتجاه تدفق الدم فيها.

### فينوغرافي
فينوغرافي هو تصوير الوريد بالأشعة السينية بعد حقن مادة صابغة فيها.

## العلاج

### العلاج التحفظي
- تجنب الجلوس أو الوقوف لفترات طويلة: في حالة اضطرار المريض إلى الجلوس لفترة طويلة، يقوم بثني ومد ساقه عشر مرات كل نصف ساعة، وفي حالة اضطراره للوقوف طويلاً يقوم بأخذ فترات راحة ليجلس ويرفع ساقه؛ وذلك لتجنب ركود الدم في الأوردة ومساعدته على السريان في اتجاه القلب
- عند الاستلقاء: يقوم المريض برفع ساقه لتصبح أعلى من مستوى القلب
- إجراء تمارين رياضية: كالمشي مثلاً
- إنقاص الوزن: في حالة زيادته
- ارتداء جوارب ضاغطة: تختلف في تصميمها وقوة ضغطها، ويقوم الطبيب بتحديد النوع المناسب تبعاً لحالة المريض، ويجب خلعها في نهاية اليوم لتنظيفها وفحص الجلد تحتها.[14]
- المضادات الحيوية: في حالة إصابة الجلد بعدوى.
- علاج الجلطة والوقاية منها
- العناية بالجلد: تنظيفه وترطيبه، وفي حالة التهابه يصف الطبيب مضاد حكة (كالهيدروكورتيزون مثلاً) وأكسيد الزنك لحمايته ومضاد فطري لتجنب العدوى الفطرية، وإذا وجدت شقوق يتسرب منها سائل تستخدم ضمادات ضاغطة رطبة، أما في حالة وجود قرح تستخدم ضمادات متعددة الطبقات للحفاظ على سريان الدم.

### علاج غير جراحي

#### المعالجة بالتصليب
عن طريق حقن مادة في الوريد المصاب تسبب انخماصه واختفاءه، وقد تتكرر عدة مرات حتى الوصول إلى النتيجة المرجوّة، وهو علاج غير مكلف وبسيط، يقضي على الألم ويمنع المضاعفات كالقرح والنزيف، وقد تجرى لغرض التجميل.

#### العلاج الحراري الوريدي الداخلي
- باستخدام الليزر أو التردد الحراري لكي الوريد وإغلاقه تماماً، ومقارنةً بالعلاج الجراحي، يعد العلاج الحراري أقل إيلاماً مع فترة نقاهة أقصر ونفس النتيجة التجميلية.

### علاج جراحي
يتطلب أقل من 10% من المرضى علاجاً جراحياً، وتتنوع الخيارات كالآتي:

#### ربط ونزع الأوردة
غالباً ما يتم إجراؤهما معاً، الربط هو قطع و ربط الوريد المصاب، و في حالة الأوردة الأكبر يتم اللجوء إلى النزع عن طريق عمل شقين صغيرين و نزع الوريد.

#### قطع الوريد
يتم إجراء شق صغير جداً أو وخز بالإبرة واستخدام خطاف (صنارة) جراحية لإزالة الوريد الصغير المصاب.

#### مجازة الوريد
يتم عمل مجرى جانبي للوريد المصاب، باستخدام وريد سليم من مكان آخر في الجسم، ليمر فيه الدم بدلاً من الوريد المصاب، تستخدم لعلاج القصور الوريدي في أعلى الفخذ في الحالات الشديدة فقط التي لا ينجح معها أي علاج آخر.

## الوقاية
- التغذية الصحية المتوازنة
- الامتناع عن التدخين
- ممارسة التمارين الرياضية بانتظام
- الابتعاد عن الملابس والأحزمة الضيقة
- انقاص الوزن
- تجنب الوقوف والجلوس لفترات طويلة[3]